# Беца, Марьяна Александровна
Марьяна Александровна Беца (укр. Мар'яна Олександрівна Беца; род. 1 января 1978, Киев, Украинская ССР, СССР) — украинский дипломат. Магистр международного права. Заместитель министра иностранных дел Украины с 29 октября 2024 года. Председатель Национальной комиссии Украины по делам ЮНЕСКО с 21 декабря 2024 года.
Чрезвычайный и полномочный посланника второго класса. Чрезвычайный и полномочный посол Украины в Эстонии с 12 декабря 2018 по 17 марта 2023 года. Спикер Министерства иностранных дел Украины в 2015—2018 годах.

## Биография
Родилась 1 января 1978 года в Киеве.
В 1994—1999 годах училась в Институте международных отношений Киевского университета имени Тараса Шевченко, где получила степень магистра международного права и квалификацию переводчика английского языка. Проходила стажировку в Лондонской дипломатической академии в августе 2003 года, в центре образования и профессиональной подготовки министерства иностранных дел Индонезии в октябре 2010 года, в тренинг-центре Международной морской организации (IMO) в мае 2011 года, в Нидерландском институте международных отношений «Клингендаль» в апреле 2012 года, курс «Публичная дипломатия и СМИ» в США в июне 2016 года.
Владеет русским и английским языками и основами французского языка.
Поступила на дипломатическую службу в марте 2001 года. В 2001—2005 годах — атташе, третий и второй секретарь отдела международно-правового сотрудничества договорно-правового департамента Министерства иностранных дел Украины. С февраля 2005 по июнь 2009 года работала вторым и первым секретарём в посольстве Украины в Нидерландах. Была членом украинской юридической команды по делу о делимитации континентального шельфа и исключительных экономических зон Украины и Румынии в Чёрном море, которое рассматривалось в Международном суде ООН. В 2009—2012 годах — первый секретарь, советник, начальник отдела международного права и законодательства в сфере внешней политики Министерства иностранных дел Украины. С октября 2012 по июль 2015 года работала советником в постоянном представительстве Украины при международных организациях в Вене по вопросам Организации по безопасности и сотрудничеству в Европе (ОБСЕ). С 15 июля 2015 года возглавляла управление информацией, была спикером Министерства иностранных дел Украины. В ноябре 2018 года Марьяну Бецу на посту спикера Министерства иностранных дел Украины сменила Екатерина Зеленко.
Президентским приказом Петра Порошенко 22 декабря 2017 года Марьяне Беце присвоен дипломатический ранг чрезвычайного и полномочного посланника второго класса.
Президентским приказом Петра Порошенко 13 сентября 2018 года назначена чрезвычайным и полномочным послом Украины в Эстонии. 12 декабря вступила в должность. 14 декабря вручила верительные грамоты президенту Эстонии Керсти Кальюлайд. Сменила Виктора Крыжановского. Президентским приказом Владимира Зеленского была уволена 17 марта 2023 года.
29 октября 2024 года стала заместителем министра МИД Украины Андрея Сибиги.
С 21 декабря 2024 года — председатель Национальной комиссии Украины по делам ЮНЕСКО.
Замужем.

## Дипломатический ранг
- Чрезвычайный и полномочный посланник первого класса (23 декабря 2022)[11].
- Чрезвычайный и полномочный посланник второго класса (22 декабря 2017)[12].